# Det gudomliga äventyret
Det gudomliga äventyret är en tysk musikal och komedifilm från 1935. Filmen regisserades av Reinhold Schünzel som även skrev manus. Filmen är baserad på pjäser av Molière, Heinrich von Kleist och Plautus, i sin tur byggda på grekisk mytologi.

## Rollista
- Willy Fritsch – Jupiter / Amphitryon
- Paul Kemp – Merkurius / Sosias
- Käthe Gold – Alkmene
- Fita Benkhoff – Andria
- Adele Sandrock – Juno
- Hilde Hildebrand – Alkmenes vän
- Ewald Wenck – Dr. Äskulap
- Aribert Wäscher – minister